# دانازول
دانازُول (دَواءٌ كابِتٌ للنُّخاميَّةِ الأَمامِيَّة)، (الأسماء التجارية: دانوكرين، دانول، دانازول، داناترول، دانوفال، سيكلومين، وغيرها الكثير) والمعروف أيضًا باسم 17α-إثينيل-17β-هيدروكسي-4-أندروستين- [2,3-d] إيزوكسازول، هو ستيرويد اصطناعي يُستخدَم في المقام الأول في علاج الانتباذ البطاني الرحمي و يُسوَّق على نطاق واسع في جميع أنحاء العالم. وهو مُشتَقّ من إثيستيرون (17α-إثينيلتيستوستيرون) حيث يتم استبدال 3-كيتون مع شاردة 2,3-إيزوكسازول. تمت الموافقة على دانازول من قِبَل إدارة الغذاء والدواء في الولايات المتحدة كأول دواء مُخصّص لعلاج انتباذ بطانة الرحم في عام 1971. على الرغم من فعاليته في علاج انتباذ بطانة الرحم ، إلا أن استخدامه محدود بسبب آثاره الجانبية الذكورية. منذ بدء العمل به، استُعِيض عن دانازول إلى حد كبير بمنبهات الهرمون المطلق لموجهة الغدد التناسلية (GnRH) في علاج الحالة.

## الاستخدامات الطبية
استُخدم دانازول في الغالب -بدون تصريح- في استخدامات أخرى، كعلاج لغزارة الطمث، وأمراض الثدي الليفية، وفرفرية قليلة الصفيحات مجهولة السبب، ومتلازمة ما قبل الحيض، وألم الثدي، والوذمة الوعائية الوراثية. على الرغم من عدم كونه حاليًا العلاج القياسي لغزارة الطمث، أظهر دانازول نسبة تخفيف كبيرة في النساء الشابات اللاتي عانين من غزارة الطمث، وبسبب عدم وجود آثار سلبية كبيرة، اقتُرح كعلاج بديل. كما تم التحقيق في علاج اعتلال الشبكية السكري بجرعة منخفضة من الدانازول في المرحلة الثالثة من التجارب السريرية. وُجِد أيضًا أن جرعة 800 ملغ/يوم من الدانازول تؤدي إلى زيادة طول التيلومير طول في المرضى الذين يعانون من أمراض التيلومير في المرحلة الأولى/ والثانية من التجارب السريرية.

## موانع الاستخدام
يحظر استخدام الدانازول أثناء الحمل لأن لديه القدرة علىتذكير الإناث من الأجنة. يجب على النساء اللواتي يتناولن دانازول القيام بممارسة فعالة لمنع الحمل.
يحدث أيض الدانازول عن طريق الكبد، لذا فلا يمكن استخدامه من قِبَل المرضى الذين يعانون من أمراض الكبد. وفي المرضى الذين يتلقون العلاج على المدى الطويل، يجب مراقبة وظائف الكبد بشكل دوري.

## الآثار الجانبية
يجب القلق من الآثار الجانبية الأندروجينية، حيث قد تواجه بعض النساء نمو الشعر (الشعرانية)، وحب الشباب، وخشونة الصوت الغير قابلة للعلاج أو التغيرات السلبية في نسب دهون الدم. بالإضافة إلى ذلك؛ قد يحدث ضمور الثدي أو نقص حجمه. كذلك قد يسبب الدواء الهبات الساخنة، وارتفاع إنزيمات الكبد، وتغيرات في المزاج. عانى بعض المرضى الذين استخدموا دانازول من زيادة الوزن واحتباس السوائل. وبسبب آثاره الجانبية، نادرًا ما يُوصَف دانازول لمدة تتجاوز ستة أشهر.
ارتبط استخدام دانازول لعلاج انتباذ بطانة الرحم بزيادة خطر الإصابة بسرطان المبيض. فالمريضات اللواتي يعانين من التهاب بطانة الرحم لديهن عوامل محددة تزيد خطر الإصابة بسرطان المبيض، وقد لا ينطبق هذا على غيرها من الاستخدامات.
يرتبط الدانازول مثل غيره من الأدوية منشطة الذكورة، بزيادة خطر أورام الكبد. والتي تكون عادةً حميدة.

## الفارماكولوجيا
يمتلك دانازول تركيبًا معقدًا، مع العديد من آليات العمل. منها تفعيل مستقبلات الهرمونات الجنسية مباشرةً، وتثبيط الإنزيمات المُشارِكة في تكوين الستيرويدات مباشرة، والارتباط المباشر بالبروتينات الحاملة لهرمون الستيرويد وما يترتب على ذلك من فصل هرمونات الستيرويد عن هذه البروتينات. يتميز الدواء بأنه منشط ذكوري ضعيف، وبروجستيرون ضعيف، ومضاد موجّهة الغدد التناسلية ضعيف ومضاد لوظيفة الإستروجين.

### تعديل مستقبلات هرمون الستيرويد
الديناميكية الدوائية للدانازول كمستقبل لهرمون الستيرويد على النحو التالي:
| المستقبلات                       | تقارب         | التأثير  |
| -------------------------------- | ------------- | -------- |
| مستقبلات الأندروجين              | 90 نانومتر    | ناهض     |
| مستقبلات هرمون البروجستيرون      | 6000 نانومتر  | ناهض-خصم |
| مستقبلات الهرمون القشراني السكري | 5,000 نانومتر | ناهض     |
| مستقبلات هرمون الإستروجين        | 80000 نانومتر | ناهض     |

وهكذا؛ يُوصَف دانازول بامتلاك ألفة عالية مع مستقبلات الأندروجين، وألفة معتدلة مع مستقبلات البروجستيرون والقشراني السكري، وألفة ضعيفة مع مستقبلات الإستروجين. كمنشط ذكوري، يُوصَف دانازول بأنه ضعيف، وأقل فعالية بحوالي 200 ضعف من التستوستيرون في الاختبارات البيولوجية. يوصف إثيستيرون، أحد نواتج الأيض الرئيسية من دانازول، بأنه بروجستيرون ضعيف (وقد استُخدم سريريًا كوسيلة منع حمل بروجستيرونية). يعتبر نشاط دانازول ضعيفًا على مستقبلات الإستروجين، على الرغم من أن تركيزاته العالية جدا يمكن أن تعمل بشكل كبير كناهض لمستقبلات الإستروجين.ووِفقًا له كجلايكورتيكود. يمكن أن يثبط نظام المناعة.

### تثبيط إنزيماتتوليد الستيرويد
وُجِد أن دانازول يعمل بمثابة مثبط لإنزيمات توليد الستيرويد التالية:
| الإنزيم                                                 | تقارب (Ki)    | نوع التثبيط | تثبيط الإستروجين في 2 ميكرون |
| ------------------------------------------------------- | ------------- | ----------- | ---------------------------- |
| إنزيم انقسام السلسلة الجانبية للكولستيرول               | 20 ميكرومتر   | تنافسية     | ?                            |
| 3β-نازعة هيدروجين الستيرويد الهيدروكسيلي/Δ5-4 أيزوميراز | 5.8 ميكرومتر  | تنافسية     | 4.3%                         |
| 17α-هيدروكسيلاز                                         | 2.4 ميكرومتر  | تنافسية     | 2.9%                         |
| 17,20-ليَّاز                                              | 1.9 ميكرومتر  | تنافسية     | 3.9%                         |
| 17β-نازعة هيدروجين الستيرويد الهيدروكسيلي               | 4.4 ميكرومتر  | تنافسية     | 15%                          |
| 21-هيدروكسيلاز                                          | 0.8 ميكرومتر  | تنافسية     | 37%                          |
| 11β-هيدروكسيلاز                                         | 1 ميكرومتر    | تنافسية     | 21%                          |
| أروماتاز                                                | >100 ميكرومتر | –           | 0%                           |

كما وُجِد أن دانازول مثبط ضعيف لسلفاتاز الستيرويد (Ki = 2.3–8.2 ميكرومتر)، الإنزيم الذي يحول DHEA-S إلى DHEA وكبريتات الإسترون إلى إسترون (مع الأندروستيرون كوسيط) استراديول ، على التوالي). على العكس من ذلك، وجدت دراسة أخرى أن دانازول مثبط ضعيف للأروماتاز، مع تثبيط 44% عند تركيز 10 ميكرون.
للإشارة، تتراوح تركيزات دانازول حول 2 ميكرومتر في جرعة من 600 ملغ/لليوم في النساء.
وفقًا لذلك، أظهرت الدراسات السريرية أن دانازول يمنع مباشرةً وبشكل ملحوظ توليد الستيرويد في الغدة الكظرية، والمبيض، والخصية في الجسم الحي. ووُجِد أيضًا منع الإنتاج الإنزيمي من الإستراديول، والبروجسترون، والتستوستيرون.

### احتلال البروتينات الحاملة
من المعروف ارتباط دانازول باثنين من البروتينات الحاملة لهرمون الستيرويد: الغلوبيولين المرتبط بالهرمونات الجنسية (SHBG)، الذي يرتبط بهرمونات الذكورة وهرمون الاستروجين؛ وترانسكورتين (الغلوبيولين المرتبط بالسترويد القشري) الذي يربط البروجستيرون وهرمون الكورتيزول.يبين الجدول التالي الفرق في مستويات هرمون تستوستيرون في النساء الغير معالجات في فترة ماقبل سن اليأس والنساء المعالجات بالدانازول:
| المجموعة           | الحر | الزلال | SHBG |
| ------------------ | ---- | ------ | ---- |
| طبيعي (لا دانازول) | 1%   | 39%    | 60%  |
| العلاج بالدانازول  | 3%   | 79%    | 18%  |

كما نرى، تضاعفت نسبة التستوستيرون الحر في النساء المُعالَجات بالدانازول. تشير قدرة دانازول على زيادة مستويات هرمون التستوستيرون الحرة إلى أن جزء من آثاره الذكورية الضعيفة يتم بشكل غير مباشر من خلال تسهيل نشاط هرمون تستوستيرون وديهدروتستوسترون عن طريق فصلهم عن الغلوبيولين المرتبط بالهرمونات الجنسية. يقلل دانازول أيضًا الإنتاج الكبدي من الغلوبيولين المرتبط بالهرمونات الجنسية، عن طريق الحد من النشاط الإستروجيني وزيادة النشاط الأندروجيني في الكبد. تأثير دانازول الذكوري مساعد أكثر منه مضيف عند جمعه مع هرمون التستوستيرون في الاختبارات البيولوجية (وهو الأرجح ثانوي لزيادة مستويات هرمون تستوستيرون الحرة).
ومن الجدير بالذكر أن 2-هيدروكسي ميثيلثيستيرون، وهو المستقلب الرئيسي من دانازول، يكون في تركيزات 5-10 مرات أكبر من الدانازول وأقوى بمرتين منه في فصل هرمون التستوستيرون عن الغلوبيولين المرتبط بالهرمونات الجنسية. على هذا النحو، فإن معظم ارتباطات هذا الغلوبيولين بالدانازول قد تكون في الواقع بسبب هذا المستقلب.

### نشاط مضاد لموجهة الغدد التناسلية
عن طريق نشاطه البروجستيروني الضعيف ونشاطه الذكوري، من خلال تفعيل مستقبلات البروجستيرون والإستروجين في الغدة النخامية، يُنتج دانازول آثار مضادة لموجهة الغدد التناسلية. على الرغم من أنه لا يؤثر بشكل كبير على مستويات الهرمون الملوتن (LH) ومستويات الهرمون المنبه للجريب (FSH) في النساء قبل انقطاع الطمث (وبالتالي لا يقمع موجهة الغدد التناسلية أو مستويات الهرمونات الجنسية بشكل كبير مثلما تفعل مضادات موجهة الغدد التناسلية الأخرى)،  يمنع الدواء ارتفاع منتصف الدورة في مستويات هذه الهرمونات خلال دورة الطمث. وبذلك، فإنه يمنع الزيادات في مستويات هرموني الإستروجين والبروجستيرون في هذا الوقت ويمنع الإباضة.

### آلية العمل في الانتباذ البطاني الرحمي
لأن دانازول يقلل إنتاج ومستويات هرمون الإستروجين، فإن لديه خصائص وظيفية مضادة للإستروجين. يسبب المزج بين آثاره المضادة للإستروجين، والمنشطة للذكورة، والبروجستيرونية ضمور في بطانة الرحم، مما يخفف من أعراض انتباذ بطانة الرحم.

## الحرائك الدوائية
ينقضي العمر النصفي للدانازول خلال 3-6 ساعات بعد جرعة واحدة و24-26 ساعة بعد التكرار. وتشمل الأيضات الرئيسية له 2-هيدروكسي ميثيل إيثيستيرون (الذي يشكله CYP3A4 ويُوصَف بأنه غير نشط)، وإيثيستيرون،  وغيرها من الأيضات الصغيرة وتشمل Δ2-هدروكسيميثيليثيستيرون، 6β-هيدروكسي-2-هيدروكسيميثيلثيستيرون، و Δ1-6β-هيدروكسي -2-هيدروكسيميثيلثيستيرون. نسخة محفوظة 13 مارس 2021 على موقع واي باك مشين.

## التاريخ
صُنِّع دانازول في عام 1963 من قِبَل فريق من العلماء في ستيرلينغ وينثروب في رينسيلار، في نيويورك. وشمل الفريق هيلموت نيومان، وجوردون بوتس، ورايان، وفريدريك ستونر.

## الأبحاث

### أمراض التيلومير
في المرحلة الأولى والثانية لدراسة مستقبلية عام 2016، تناول 27 مريض بأمراض التيلومير 800 ملغ يوميًا. وكانت نقطة النهاية الأولية للفعالية هي انخفاض في المعدل السنوي لاستنزاف التيلومير بنسبة 20٪. شكلت الآثار السامة نقطة النهاية الأولية للسلامة. وقد توقفت الدراسة في وقت مبكر، بعد انخفاض التيلومير المتناقص في جميع المرضى الـ12 الذين أمكن تقييمهم. وصل 12 من 27 مريض إلى نقطة النهاية الفعالة الأولية، وزاد في11 منهم طول التيلومير في 24 شهر. حدثت استجابات دموية (نقطة نهاية الفعالية الثانوية) في 10 من 12 مريض أمكن تقييمهم في 24 شهر. وحدث ارتفاع في مستويات إنزيمات الكبد وتقلص العضلات (الآثار السلبية المعروفة) من الدرجة الثانية أو أقل في 41٪ و33٪ من المرضى، على التوالي.